# باجي المهرج
المهرج باغي (باليابانية: バギー) هي شخصية مشهورة من سلسلة المانجا والأنمي ون بيس. وهو عضو سابق في قراصنة روجر وعضو حالي في قراصنة باغي. يشتهر باغي بمظهره الملون وشخصيته الماكرة وقدرته على تقسيم جسده إلى قطع بسبب امتلاكه فاكهة الشيطان بارا بارا نو مي نوع باراميسيا.

## شخصيته
في القصة الحالية ، باغي هو قبطان قراصنة باغي وهو معروف بشخصيته الغريبة وتصرفاته الكوميدية. غالبا ما يتم تصويره على أنه جبان سيفعل أي شيء لإنقاذ نفسه. على الرغم من ذلك، أظهر باغي أحيانا جانبا أكثر جدية، خاصة عندما يتعلق الأمر بولائه لطاقمه.

## فاكهة الشيطان
تسمح له فاكهة الشيطان الخاصه به، بارا بارا نو مي ، بفصل جسده إلى قطع والتحكم فيها حسب الرغبة. هذا يجعله محصنًا ضد معظم الهجمات الجسدية ويسمح له بتفادي الهجمات بسهولة. ومع ذلك، فهو عرضة للهجمات التي تستهدف أجزاء جسده الفردية، مثل الوقوع في شباك أو ربط قدميه معًا.

## مظهره
باغي يرتدي قبعةً برتقالية مرسوم عليها شعار طاقمه ويرتدي معطفًا فضفاض وقفازات باللون الأبيض وسروال أخضر وقميص بالونين الأبيض والأحمر وحذاء بني وشعر أزرق طويل يخرج من قبعته.
باغي يحب المدافع لدرجة أنه صغر مدفعه الخاص ليحمله معه في كل مكان وهو سريع الغضب وبالأخص عندما يناديه أحد بـ«ذا الأنف الأحمر» وهو مخادع ولا يفعل شيئًا إلّا إذا كانت له مصلحة في ذلك الشيء. دخل باجي الحرب بعدد لا يستهان به من السجناء بعد ما حررهم وطوال الوقت وهو يخدعهم بقله أنه «سيقطع رأس اللحية البيضاء» ولكنه ندم على قوله وبدأ يضيع في الوقت بلعبه بالكاميرا وقوله طوال الوقت أمام المشاهدين في أرخبيل شابوندي «أنا الكابتن باجي».
ولكن سينغوكو أمر أوكيجي بتجميده هو وطاقمه ولكن بعد أن هاجم أكاينو الساحة بحممه البركانية ذاب الثلج وتحرر باجي ورفاقه وأنقذ لوفي وجينبي من أكاينو بمحض الصدفة وبعد الحرب أرسلت له دعوة شيتشيبوكاي وتم تأكيد انضمامه في الفصل 700، ثم تم إلغاء نظام الشيشتيبوكاي، وبالتالي، لم يعد شيتشيبوكاي الآن و قد أعلن في آخر حلقات الأنمي إن باغي أصبح يونكو 

## نقابة الصليب
قد أعلن في أخر حلقات الأنمي عن  تأسيس باغي لنقابة تسمى بنقابة الصليب مع أثنين من التشيبوكاي السابقين ( ميهوك وكروكدايل ). تقوم هذه النقابة بوضع مكافات على روؤس البحرية مما يساعد على قتل العديد من أفراد البحرية.